# Óscar Ignacio Hernández
Óscar Ignacio Hernández Polanco (Santiago del Cile, 7 marzo 1993) è un calciatore cileno, centrocampista del Dep. Puerto Montt.

## Carriera

### Club
Ha esordito nel campionato cileno con l'Unión Española nella stagione 2010-2011.

### Nazionale
Ha disputato i Mondiali Under-20 2013 giocando 3 partite.